# Zsana
Zsana is een plaats (község) en gemeente in het Hongaarse comitaat Bács-Kiskun. Zsana telt 875 inwoners (2002).